# Jánossy László
Jánossy László (Budapest, 1955. április 20. –) biológus, kutató, madarász, környezetvédelmi-, környezetpolitikai- és klímaváltozás-szakértő, a Magyar Madártani és Természetvédelmi Egyesület volt igazgatója, a Fővárosi Állat- és Növénykert korábbi gyűjteményi igazgatója.

## Származása
Jánossy László a nemesi származású, értelmiségi Jánossy családba született 1955. április 20-án Budapesten. Édesapja Jánossy Dénes (1926–2005) ornitológus, geológus professzor, a Magyar Természettudományi Múzeum Őslénytani és Földtani Tárának egykori igazgatója, a Magyar Madártani és Természetvédelmi Egyesület hajdani alapító és örökös elnöke. Nagyapja, Jánossy Dénes (1891–1966) levéltáros, történész, a Magyar Tudományos Akadémia levelező tagja (1940), a Kossuth-emigráció történetének kiemelkedő jelentőségű kutatója, 1942 és 1949 között a Magyar Országos Levéltár főigazgatója, 1945 és 1948 között a Magyar Nemzeti Múzeum elnöke volt. Édesanyja Kölley Emma, a Magyar Nemzeti Bank könyvelője, anyai ági ükapja Klösz György fényképész, a magyarországi városfotózás úttörője és egyik legjelentősebb alakja.

## Életpályája
Jánossy László a középiskolai tanulmányait a budapesti Móricz Zsigmond Gimnáziumban végezte el, majd az Eötvös Lóránd Tudományegyetemen végzett biológia-kémia szakon, valamint szerzett doktori fokozatot. Később a Budapesti Műszaki Egyetem, az Eötvös Lóránd Tudományegyetem és a Párizsi Technológiai Egyetem közös szervezésében végezte el angol nyelven a környezetvédelmi menedzser képzést, amelyen belül vízi és agrár környezetvédelemre szakosodott.
Elsőéves egyetemistaként részt vett a Magyar Madártani és Természetvédelmi Egyesület alapításában, tagsorszáma a 204-es. Rendszeresen részt vett a vízimadár szinkronszámlálásokban, sokszor a Budapesti Vízügyi Igazgatóság kitűző hajójáról írta össze a Dunán látott fajokat. Később éveken át őrizte a hazai kerecsensólyom fészkeket a fészekrablóktól. Önkéntes természetvédelmi őrként szolgált a Royal Society for the Protection of Birds szervezésében a Titchwell Marsh félsós tengerparti mocsaras természetvédelmi területen, majd később Skóciában őrzött halászsas fészkeket. Különös érdeklődési körébe tartoznak a ragadozó madarak a kék vércsétől a szakállas saskeselyűig. A legtöbb európai ragadozó fajt őszi vonulásukon figyelte meg Isztambultól keletre a Boszporusznál, a Büyükdere dombról. Tíz éven át tartott önkéntesként Madarászsulit a budai Marczibányi téren minden második héten és a közbülső szombatokon a terepen, Budapest 100 km-es körzetében, különösen a rétszilasi és tápiószecsői halastavak valamint a Kiskunság egyes részein, továbbá természetvédelmi táborokat is szervezett.
Biológusként sok éven át vízminőség védelmi munkát végzett, de közben sem szakadt el a természettől. 1987-tól 1998-ig az Országos Közegészségügyi Intézet vízhigiénés laborvezetőhelyettese volt, ezidő alatt Svájcban és Németországban járt tanulmányutakon. 1998 és 2001 között a Budapest Gyógyfürdői és Hévizei Rt. vízvédelmi laborvezetőjeként dolgozott. 2001-től 2003-ig az MME természetvédelmi igazgató helyettese, majd igazgatója volt. Részt vett több LIFE pályázat előkészítő munkáiban is, amelyek sikeresen megvalósultak.
Az MME vezetése után kereste meg a Fővárosi Állat- és Növénykert, ahol Persányi Miklós főigazgatósága alatt gyűjteményi igazgatóként főként az állatkerti gyűjteménnyel, a nemzetközi és belföldi állatcserékkel és a természetvédelmi programok szervezésével foglalkozott 2002 és 2005 között.
Később a Közép-Duna-völgyi Környezetvédelmi és Vízügyi Igazgatóságnál végzett vízügyi-, környezet- és természetvédelmi feladatokat, majd 2009 és 2012 között tudományos osztályvezetői megbízást kapott a Jövő Nemzedékek Országgyűlési Biztosa Irodája természetvédelmi és vízvédelmi stratégiai területén, ahol olyan visszásságok megszüntetését érte el, amelyek a természet- vagy környezetvédelem valamelyik részének működését hátráltatták a meglévő jogszabályi háttér ellenére is.  Vezető szerepet játszott a Duna ökológiai szolgáltatásaival kapcsolatos szakmai párbeszéd, konferencia megszervezésében, illetőleg az azóta is sokszor hivatkozott állásfoglalás megírásában. 2012-től a Nemzeti Környezetügyi Intézet főosztályvezetőjeként és környezetvédelmi stratégiai tanácsadójaként dolgozott.
Nyugdíjba vonulása óta környezetvédelmi és biológus szakértőként főként tudományos könyvfordítással, illetve tanácsadással foglalkozik, valamint rendszeresen tart előadásokat a környezettudatoságról és a fenntarthatóságról.

## Családja
Budapesten, 1985-ben vette feleségül Solt Anna Mária biológia-kémia szakos tanárt, akivel Budakeszin élnek. Házasságukból hat gyermekük született:
- Jánossy Gergely Zsigmond (1986)
- Jánossy Dávid László (1988)
- Jánossy Dóra Anna (1990)
- Jánossy András Gedeon (1993)
- Jánossy Balázs Dénes (1998)
- Jánossy Réka Sarolta (1998)

## Díjai, elismerései
- A Magyar Köztársaság Ezüst Érdemkeresztje (2009)
- Környezetünkért Emlékplakett (2014) [7]